# Wertenau
Wertenau ist eine Ortschaft in der Marktgemeinde Karlstein an der Thaya im Bezirk Waidhofen an der Thaya in Niederösterreich mit 32 Einwohnern (Stand 1. Jänner 2024).

## Geografie
Das Straßendorf befindet sich zwischen Schlagles und Schlader und wird vom Sommeraubach umströmt. Von der Landesstraße L59 ist es über eine Nebenstraße erreichbar. Am 1. April 2020 umfasste die Ortschaft 24 Adressen.

## Geschichte
Die Gründung erfolgte vermutlich in der 2. Hälfte des 18. Jahrhunderts durch Franz Xaver Peisser von Wertenau aus der reichen Linzer Großhändlerfamilie, der 1766 auch die Herrschaft Karlstein erworben hatte. Die Einwohner waren durchwegs Kleinhäusler, die weder Ackerbau noch Viehzucht betrieben, laut Schweickhardt jedoch überwiegend den Beruf des Maurers ausübten. Im Jahr 1822 wurde der Ort als Dorf mit 22 Häusern genannt, das nach Puch eingepfarrt war, wohin auch die Kinder eingeschult wurden. Die Herrschaft Karlstein besaß die Ortsobrigkeit, übte die Landgerichtsbarkeit aus, besorgte die Konskription und hatte die Grundherrschaft inne.
Laut Adressbuch von Österreich war im Jahr 1938 in Wertenau ein Gastwirt ansässig. Wertenau war  eine Ortschaft der Gemeinde Schlader, die per 1. Jänner 1971 der Marktgemeinde Karlstein an der Thaya beitrat.